# International Water Association
L'International Water Association (IWA) est une organisation à but non lucratif et un centre de connaissances concernant le secteur de l'eau. Elle a plus de 60 ans d'expérience dans la mise en relation des professionnels de l'eau du monde entier pour trouver des solutions aux défis mondiaux que pose cette ressource. En tant que réseau de professionnels et d'entreprises de l'eau, IWA compte parmi ses membres des services publics et des entreprises leaders dans les domaines des services d'eau, de l'ingénierie des infrastructures et du conseil ainsi que plus de 10 000 personnes. IWA travaille sur un large éventail de questions couvrant l'ensemble du cycle de l'eau, avec quatre programmes (Eau numérique, Bassins du futur, Villes du futur, Services de l'eau et d'assainissement) qui travaillent à la tenue des objectifs de développement durable et à relever les défis que pose le réchauffement climatique pour assurer un approvisionnement durable en eau. L'IWA a son siège à Londres, au Royaume-Uni, avec un secrétariat mondial basé à Nankin, en Chine, et un bureau régional à Madras, en Inde.